# XAML Browser Application
XAML Browser Application，最开始叫xapp，后来在Sept CTP中叫wba，是美國微軟公司所提出的新技術，以XAML作為使用者介面（UI）之描述，寄宿（hosted）在瀏覽器（IE web browser sandbox）中執行的程式。XBAP可以取代ActiveX、Java Applet、Flash等功能，有人稱之為下一代的ActiveX（next-generation ActiveX）。XAML Browser Application的副檔名是.xbap。

## 環境設定
在執行XBAP之前，必須先設定：
- .NET Framework 3.0 Runtime
- Windows SDK for .NET Framework 3.0
- Visual Studio 2005 extensions for .NET Framework 3.0（November 2006 CTP）

## 特點
- XBAPS更易於與DHTML結合。
- XBAPS一旦使用寬鬆XAML（loose XAML）或使用IFRAME，必執行於安全的沙盒（secure sandbox）。
- XBAPS可以使用WPF（Windows Presentation Foundation）的98.2%的功能。
- XBAPS必須執行於iFrame之下。
- XBAPS必須執行於DocumentObject應用程式之下，利用querystring溝通。
- XBAPS目前僅支援IE6或IE7。

## 安全性
- XBAP程式無法使用檔案系統（file system）。
- XBAP程式無法呼叫對話視窗（dialog）。
- XBAP程式如同DHTML，是網路直接安装執行，可能遇到安全性问题，所以XBAP程序必須具備内嵌數位簽名。<ManifestKeyFile>指定签字用的证书文件名，<ManifestCertificateThumbprint>指定證明文件摘要。
- XBAP中只允許通過HTTP和SOAP訪問Web Services。

## 規劃
XAML与HTML一样是flow layout，Grid類似HTML中的Table，使整個頁面的顯示方式變成網格式区域。微軟還推荐使用StackPanel，DockPanel等继承自Panel的規劃方式，Panel在使用上的類似HTML的{{<}}DIV{{>}}{{<}}\DIV{{>}}。

## 導航

### NavigationService
WPF提供了一個最重要的頁面導航物件NavigationService，可用來調整頁面之用。NavigationService物件提供有下列功能： 
- public void Navigate(Uri source)
- public void Refresh()
- public void StopLoading()
- public void GoBack()
- public void GoForward()
- public void AddBackEntry()
- public void RemoveBackEntry()
- public static NavigationService GetNavigationService(DependencyObject dependencyObject);

### structured navigation
structured navigation可用於處理頁面與頁面之間的資料共享。WPF支援PageFunction這樣的頁面標籤。
```
<PageFunction
   xmlns="
http://schemas.microsoft.com/winfx/2006/xaml/presentation
"
   xmlns:x=" 
（
页面存档备份
，存于
）
"
   xmlns:sys="clr-namespace:System;assembly=mscorlib" 
   x:Class="StructuredNavigationSample.TestPageFunction"
   x:TypeArguments="sys:String"
   Title="Test for Page Function" WindowWidth="250" WindowHeight="150">
   ......
</PageFuntion>
```

## 範例
將3D動畫置入iframe：
```
<iframe height="130"
  width="130"
  src="3d_animation.xaml" />
```

將XBAP置入iframe：
```
<html>
<head>
<body>
<iframe name="Iframe1" src="%fullpathtoyourgadgetdirectory%\TestBrowserApp.xbap" ></iframe>
</body>
</html>
```

## 差異
WinFX Windows Application和WinFX Web Browser Application有些微的差別，在.xaml檔案中，Browser Application中，預設起始页的根元素（root element）为Page；Windows Application中，預設起始页的根元素为Window。另外，Window class无法在Browser Application中使用，因為IE浏览器中的WPF程序是在部分信任的沙箱（sandbox）内執行。
```
<Page x:Class="XAMLBrowserApplication1.Page1"
   xmlns="
http://schemas.microsoft.com/winfx/2006/xaml/presentation
"
   xmlns:x=" 
（
页面存档备份
，存于
）
"
   WindowTitle="Hello world" WindowWidth="560" WindowHeight="400"
   Title="Page1"
   >
 <Grid>
 </Grid>
</Page>
```

## 外部連結
- XBap.org （页面存档备份，存于）
- XBAP = next-generation ActiveX?